# Eric Carmen (Album, 1975)
Eric Carmen ist das Debütalbum des US-amerikanischen Rockmusikers und Singer-Songwriters Eric Carmen nach seinem Ausstieg bei den Raspberries. Das Album brachte die Hitsingle All by Myself hervor.

## Entstehung
Eric Carmen schrieb alle Songs des Albums mit Ausnahme von "On Broadway", welches von Barry Mann, Cynthia Weil, Mike Stoller und Jerry Leiber geschrieben wurde, selbst. In mehreren seiner Lieder sind klassische Melodien eingearbeitet:
- "Never Gonna Fall in Love Again" ist der Sinfonie Nr. 2 in e-Moll des russischen Komponisten Sergei Rachmaninoff entlehnt.
- "All By Myself" enthält Elemente aus Rachmaninoffs Klavierkonzert Nr. 2 in c-Moll.
- "My Girl" greift ein Thema aus Rachmaninoffs Klavierkonzert Nr. 2 auf.
- "Last Night" zitiert die Etüde op. 10 Nr. 3 von Frédéric Chopin.[2]

## Titelliste
1. "Sunrise" – 5:21
2. "That's Rock 'n' Roll"  – 3:10
3. "Never Gonna Fall in Love Again" – 3:45
4. "All by Myself" – 7:11
5. "Last Night" – 2:57
6. "My Girl" – 3:02
7. "Great Expectations" – 3:03
8. "Everything"  – 2:01
9. "No Hard Feelings" – 5:40
10. "On Broadway" – 3:2

## Rezeption und kommerzieller Erfolg
Cashbox sagte über den Eröffnungstrack und die dritte Single "Sunrise": "Es gibt eine wunderschöne Einleitung mit Bläsern und allem, und dann bricht die Musik in einen ernsthaften Rock 'n' Roll aus. Carmens Stimme ist in Topform, und er bringt die Melodie zum Schwingen."
Billboard schrieb dazu, dass Carmens "wunderbar unverwechselbare, traurige Tenorstimme diesmal eine lyrische Botschaft im Uptempo angreift und den Effekt eines zerbrechenden Herzens erzeuge, das sich verzweifelt zu einem optimistischen Ausblick durchringe. Die Melodie und die Produktion sind ein geschmeidiger Kontrapunkt zu Carmens emotionalem Gesang."
Bei seiner Veröffentlichung 1975 erreichte es Platz 21 der Billboard-Albumcharts, die höchste Position seiner Karriere, und brachte im selben Jahr die Nr. 2-Pop-Single "All by Myself" hervor. Der Song erreichte Platz 1 der Cashbox- und Record World-Charts. Das Album enthielt auch zwei weitere Top-40-Hits, "Never Gonna Fall in Love Again" (Platz 11) und "Sunrise" (Platz 34), die beide 1976 die Charts erreichten. "Sunrise" erreichte Platz 34 in den Billboard Hot 100.